# Calacadia chilensis
Calacadia chilensis là một loài nhện trong họ Amphinectidae. Loài này phân bố ở Chile.